# Гиперальдостеронизм
Ги́перальдостерони́зм — состояние, при котором кора надпочечников секретирует больше альдостерона, чем требуется в норме для поддержания натриево-калиевого равновесия. Такое нарушение бывает первичным и вторичным. В первом случае гиперсекреция обусловлена само́й корой надпочечников (как при синдроме, который описал Джером Конн в 1955 году, — продуцирующая альдостерон аденома), во втором — нарушениями в других тканях (например, почечной гиперсекрецией ренина, гипернатриемией, гипокалиемией, гиперсекрецией АКТГ и другими).
Избыток альдостерона, действуя на дистальные отделы нефрона, усиливает удержание натрия и выведение ионов калия, магния и водорода. В результате развивается гипернатриемия, гипокалиемия, дефицит магния и алкалоз. С этими нарушениями связан целый ряд клинических симптомов, обычно более выраженных при первичном гиперальдостеронизме. Гипернатриемия вызывает, в частности, гипертонию, гиперволемию и отёки. Гипокалиемия ведёт к мышечной слабости, запорам, изменениям ЭКГ и утрате почками способности концентрировать мочу, а гипомагниемия и алкалоз — к тетании.

## Первичный гиперальдостеронизм

### Классификация первичного гиперальдостеронизма
Наибольшее распространение получила классификация по нозологическому принципу, согласно которой выделяют следующие формы:
1. Альдостеронпродуцирующая аденома (альдостерома, АПА) — синдром Конна.
2. Идиопатический гиперальдостеронизм (ИГА) — двусторонняя диффузная гиперплазия клубочковой зоны.
3. Первичная односторонняя гиперплазия надпочечников.
4. Семейный гиперальдостеронизм I-го (глюкокортикоид-подавляемый гиперальдостеронизм) и II-го типа (глюкокортикоид-неподавляемый гиперальдостеронизм).
5. Альдостеронпродуцирующая карцинома.
6. Альдостеронэктопированный синдром при вненадпочечниковой локализации альдостеронпродуцирующих опухолей: щитовидная железа, яичник, кишечник.

### Клиническая картина
Клиническая картина первичного гиперальдостеронизма представлена тремя основными синдромами: сердечно-сосудистым, нейромышечным и почечным.

### Лечение
В настоящее время принято считать, что хирургическое лечение показано при альдостероме, альдостеронпродуцирующей карциноме и первичной односторонней гиперплазии надпочечников. В отношении идиопатического первичного гиперальдостеронизма большинство клиницистов считает оправданной консервативную терапию.

### Прогноз
Хирургическое лечение альдостеромы не всегда приводит к полной нормализации артериального давления (АД). Нормализация АД через 6—12 месяцев после односторонней адреналэктомии наблюдается только у 60—70 % больных, через 5 лет только у 30—50 %, приблизительно у 5 % больных оперативное вмешательство безрезультатно, что связано с развитием тяжёлых необратимых изменений в органах-мишенях: почки, сердце, сосуды.

## Вторичный гиперальдостеронизм E26. 1 по МКБ 10
К вторичному гиперальдостеронизму, независимо от этиологии, приводит сниженное онкотическое давление плазмы крови. Снижение онкотического давления плазмы крови (вследствие цирроза, голодания, альбуминурия из-за нефротического синдрома) приводит к отеку и уменьшению объёма крови.